# Bill Whitehouse
William Whitehouse (1 de abril de 1909 – 14 de julho de 1957) foi um automobilista britânico nascido na Inglaterra que participou do Grande Prêmio da Grã-Bretanha de 1954 de Fórmula 1.